# Râul Poiana, Valea Neagră
Râul Poiana este un curs de apă, afluent al râului Valea Neagră. 